# アプリストア最適化
アプリストア最適化（アプリストアさいてきか、英: App Store Optimization、ASO、アプリストア・オプティマイゼーション）はある特定のアプリストアを対象としてランキングやキーワード検索結果でより上位に現れるようにアプリを調整すること。または、その技術のこと。

## 概要
アプリストアでのキーワード検索結果として、上位アプリと下位アプリでは、タップ率・ダウンロード率にきわめて大きな乖離がある。
このため、アプリストアがキーワードによる検索結果として表示する順位の決定アルゴリズムを分析し、自社アプリの上位表示を目指すため修正・最適化を実施することで、これらを実施する風潮がはじまった。これがアプリストア最適化である。
最適化の対象になるアプリストアは、App Store・Google Playであることが多い。